# La Bella Dorita
La Bella Dorita - con nombre de nacimiento María Yáñez García - (Cuevas de Almanzora, Almería; 23 de febrero de 1901-Barcelona; 27 de junio de 2001), fue una cantante y bailarina de cabaré española.

## Biografía y carrera
En 1913, a los doce años, se vio obligada a emigrar a Barcelona junto su familia (su madre, su abuelo, su tío y seis hermanos (Rosario (1905-1918), Margarita (5 de febrero de 1906-17 de diciembre de 1998), Antonia (1909-1940), Andrés (1908-1978), Mercedes y Carlos (6 de febrero de 1914-Barcelona, 29 de junio de 2001) debido a la penuria económica provocada por el cierre de las minas de plomo y plata de su pueblo natal. En la Ciudad Condal trabajó en una fábrica de juguetes y un taller de bordados.
Con apenas dieciséis años, se fugó junto a quien se había convertido en su marido (el primer matrimonio y más breve de los tres que tuvo a lo largo de su vida). Tras una temporada como chica de alterne, se presentó en 1917 a un concurso de belleza organizado por el Royal Cabaret, local en el que se iniciaría en el mundo del espectáculo, debutando en 1923. Fue reina de belleza, tanguista y cupletista en varias salas y teatros, como Pompeya, Rigat, Novelty, Bataclán, Cómico, Español, Arnau, Victoria, Nuevo, o Apolo donde comenzó a consolidarse su carrera.
En esos años, tomó clases de canto y voz y representó obras de teatro costumbrista catalán.
Por fin recalaría en otro establecimiento de variedades, El Molino, donde tomaría su nombre artístico definitivo y se convertiría en una estrella. En él haría famosas canciones como La pulga, El tren, La vaselina, Poco a poco o Fumando espero (del compositor Joan Viladomat y que más tarde cantaría Sara Montiel).
Fueron las décadas de los años 1940 y 1950 las de su mayor éxito, siendo considerada la estrella más relevante del Paralelo de Barcelona y comparándosela a menudo con la actriz Mae West por su brillante utilización del doble sentido, directo pero nunca vulgar. Fueron conocidas las pasiones que levantaba entre los hombres acomodados, muchos de los cuales sufrieron enormemente por su amor. A su camerino se acercaron admiradores como el general Sanjurjo, Lluís Companys o el futbolista Ricardo Zamora.
Su fama se extendió por el país, actuando regularmente en Madrid, Valencia, Bilbao, Zaragoza... Viajó además a París y visitó Montmartre, pero opinó siempre que el Paralelo tenía más vida.
Se retiró durante los años 1960 en el Teatro Victoria con el espectáculo Historias del Paralelo. Llegó a regentar su propio local, la célebre Sala Bagdad.
Pasó los últimos años de su vida en la Residencia Geriátrica El Pilar de Barcelona. En 1991, coincidiendo con su nonagésimo cumpleaños, recibió la Medalla al Mérito Artístico de la Ciudad de Barcelona. Y con motivo de su centenario, en 2001, se le rindió un homenaje en la localidad barcelonesa de Gavá, en el que estuvieron presentes numerosos artistas, representantes de la Generalidad de Cataluña y del Ayuntamiento de Barcelona. Murió cuatro meses después...

## Vida personal

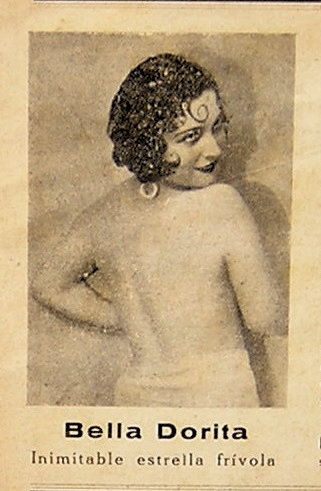
Bella Dorita, inimitable estrella frívola.

Tuvo un hijo con su primer marido, de quien se separó. Se casó dos veces más, una de ellas con un empleado de la Banca Jover, con quien se casó durante la guerra civil española, en la cual este falleció. El tercero fue empresario y también falleció antes que ella.
Sebastià Gasch dice de ella en su libro El Molino (Dopesa, 1972):

"Con su risa incitante, con la delicia de su gesto que cosquillea como burbujas de champaña, derrochando gracia e intención en su forma de decir el texto de sus canciones, Bella Dorita es una de las columnas o pilares sobre los que el Molino ha sustentado sus programas durante muchos años.
 
Bella Dorita sabe decir las cosas más atrevidas con aire inocente; sabe decir las cosas más inocentes con el aire más procaz y atrevido. Más que con "sex appeal", yo encuentro a Bella Dorita graciosa; más que volcánica, traviesa; más que impetuosa, atractiva. Con un gancho, eso sí, extraordinario. Si no hay en ella gran distinción, no hay tampoco vulgaridad.
La naturaleza ha sido generosa con la Bella Dorita, no hay que negarlo, pero las redondeces con que la ha dotado no tienen la fuerza, con ser mucha, de su pelo alborotado, de su naricilla provocativa, de su boca maliciosa. Todo esto ayuda muy bien a aquello.

En los años cuarenta, cincuenta, e incluso sesenta, esta estupenda artista estaba en ese punto sabroso en que un arte halla su forma más genuina de representación. Por lo demás, en los mencionados años Bella Dorita atraía al café concierto de la calle Vilà cantidades ingentes de espectadores. A tal respecto, un agudo crítico dijo: "Bella Dorita vale, para mucha gente, el viaje al Paralelo y, si les apuran, a Barcelona y todo. Quien haya traspasado miles de veces sus aceras y no haya metido las narices en el Molino para verla, habrá perdido la oportunidad de admirar a una gran artista, única en su género".

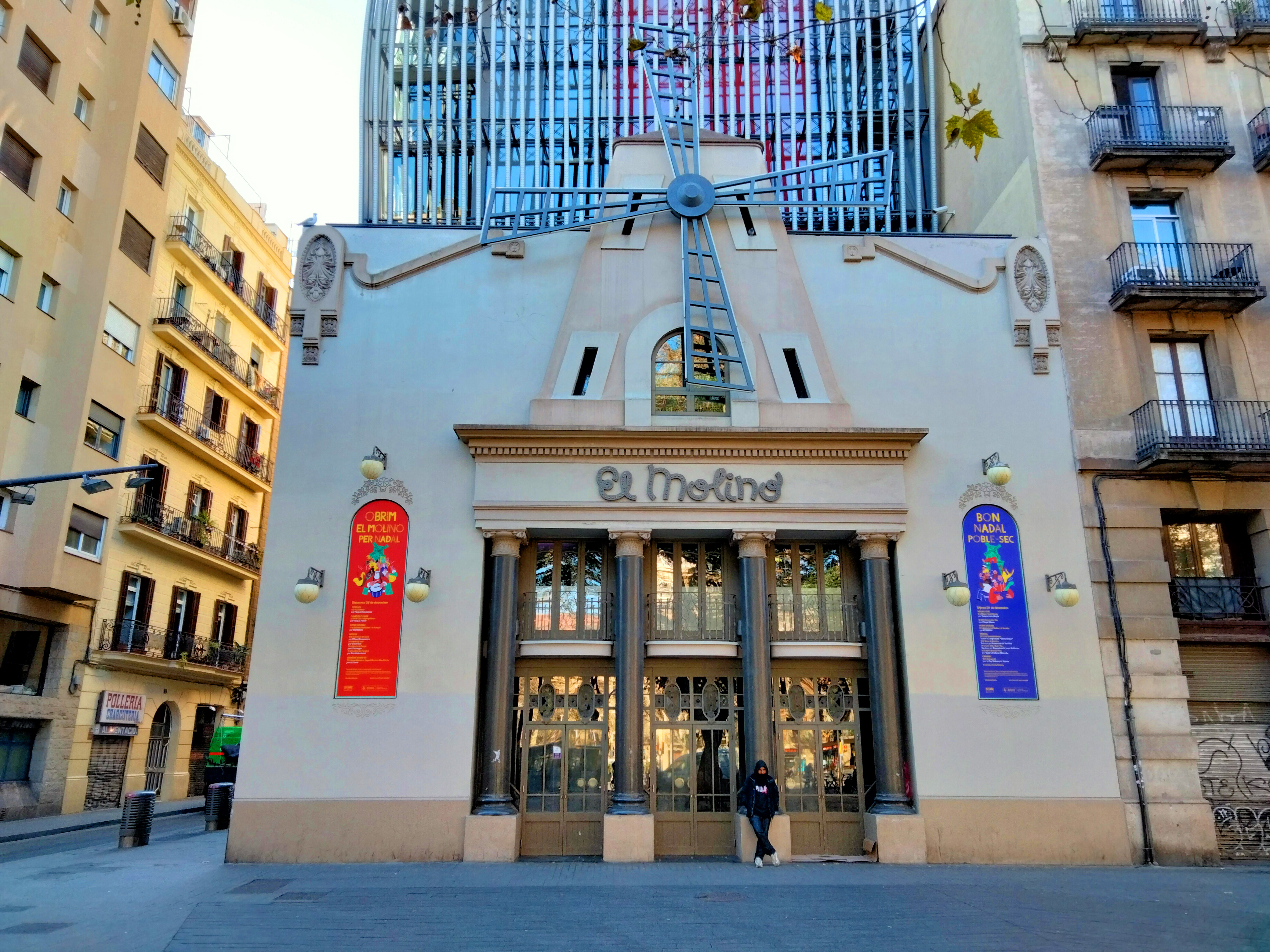
El Molino, situado en la plaza Bella Dorita de Barcelona.

Su amor por el cabaré y en concreto por la sala El Molino quedó patente cuando en noviembre del año 1997, declaró:

No tengo millones pero, si los tuviera, compraría El Molino, aunque luego lo tuviera cerrado.